# 스니츠 에드워즈

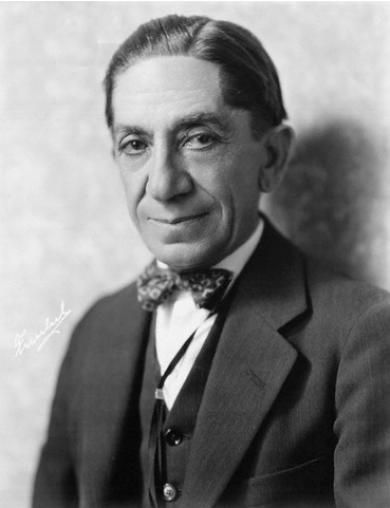

스니츠 에드워즈(Snitz Edwards, 1868년 1월 1일 ~ 1937년 5월 1일)는 미국의 연극 배우, 영화배우이다.
부다페스트에서 태어났으며 로스앤젤레스에서 사망하였다.

## 영화
- 공공의 적 (1931년)
- 미스티어리어스 아일랜드 (1929년)
- 전문학교 (1927년)
- 나이트 라이프 (1927년)
- 싸움왕 버틀러 (1926년)
- 울프 선장 (1926년)
- 일곱 번의 기회 (1925년)
- 오페라의 유령 (1925년)
- 바그다드의 도둑 (1924년)
- 소울 포 세일 (1923년)
- 쾌걸 조로 (1920년)